# Dolhain
Dolhain (en allemand Dollheim) est la partie basse et la plus étendue de la ville de Limbourg. Elle est située à une dizaine de kilomètres à l'est de Verviers. Dolhain, ou Dolhain-Limbourg, a été construite sur le méandre de la Vesdre, au pied du promontoire rocheux dominée par la ville fortifiée de Limbourg ; c'est en quelque sorte une extension de cette dernière.

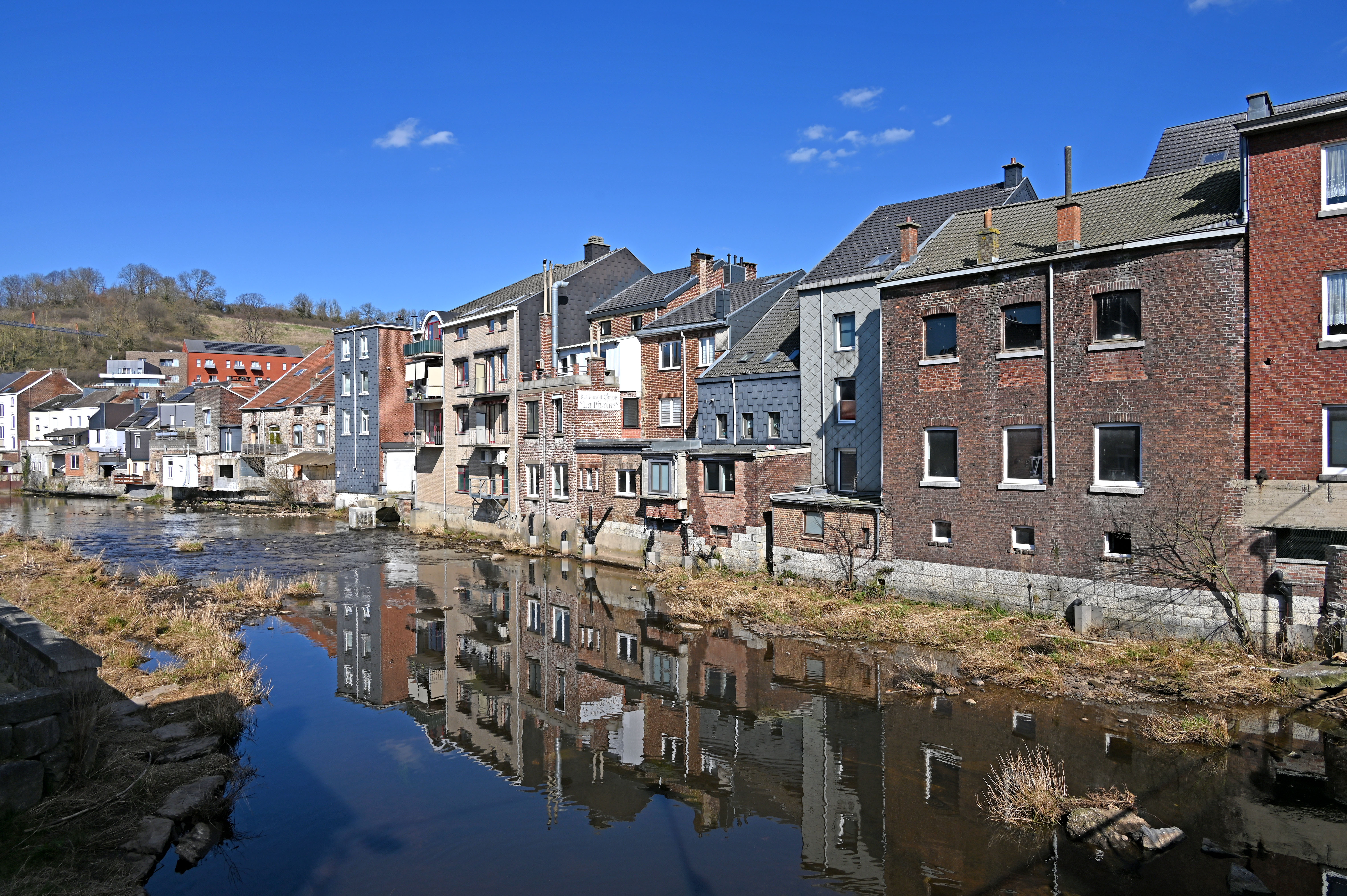
Dolhain, la Vesdre à la ville
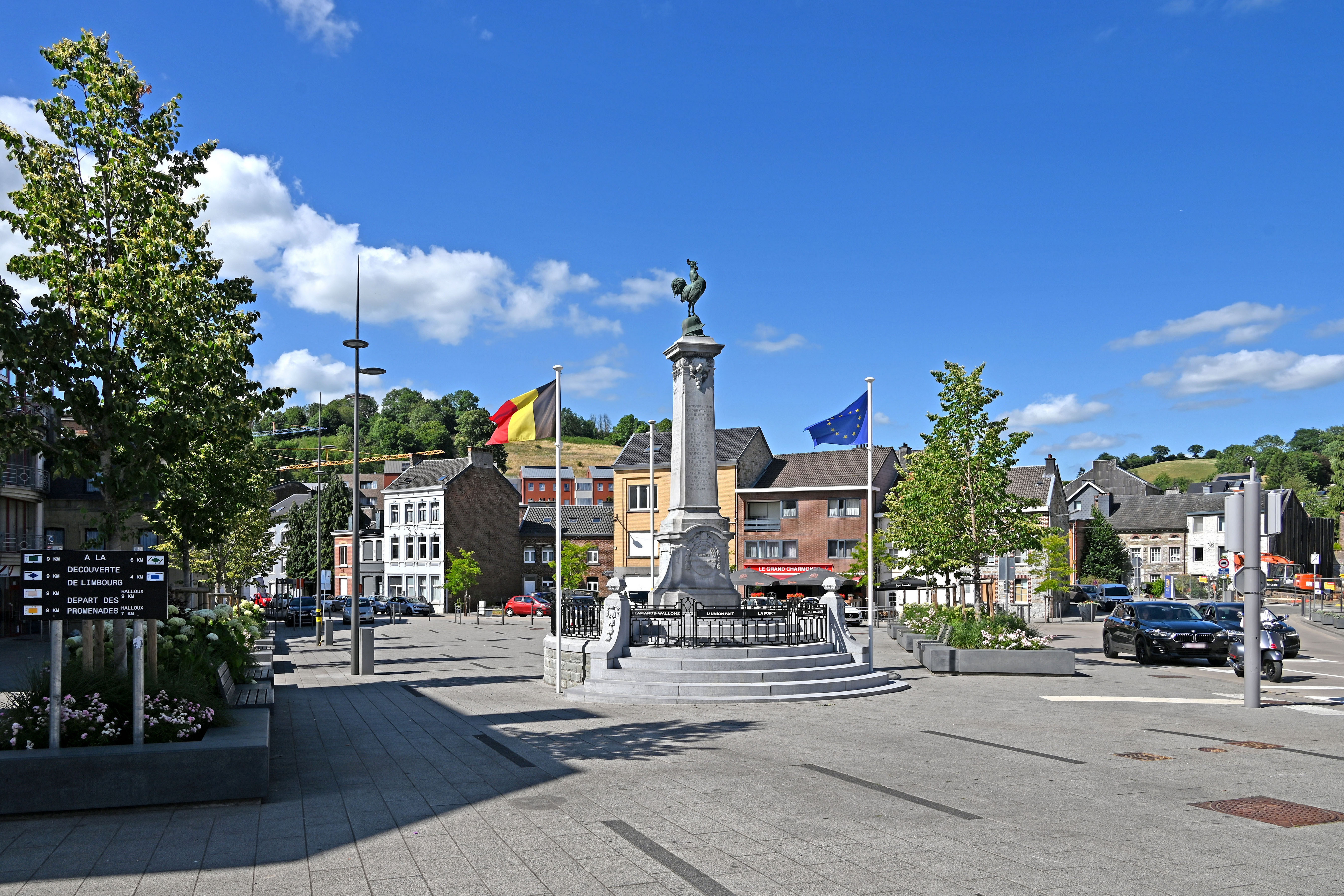
Place Léon d'Andrimont
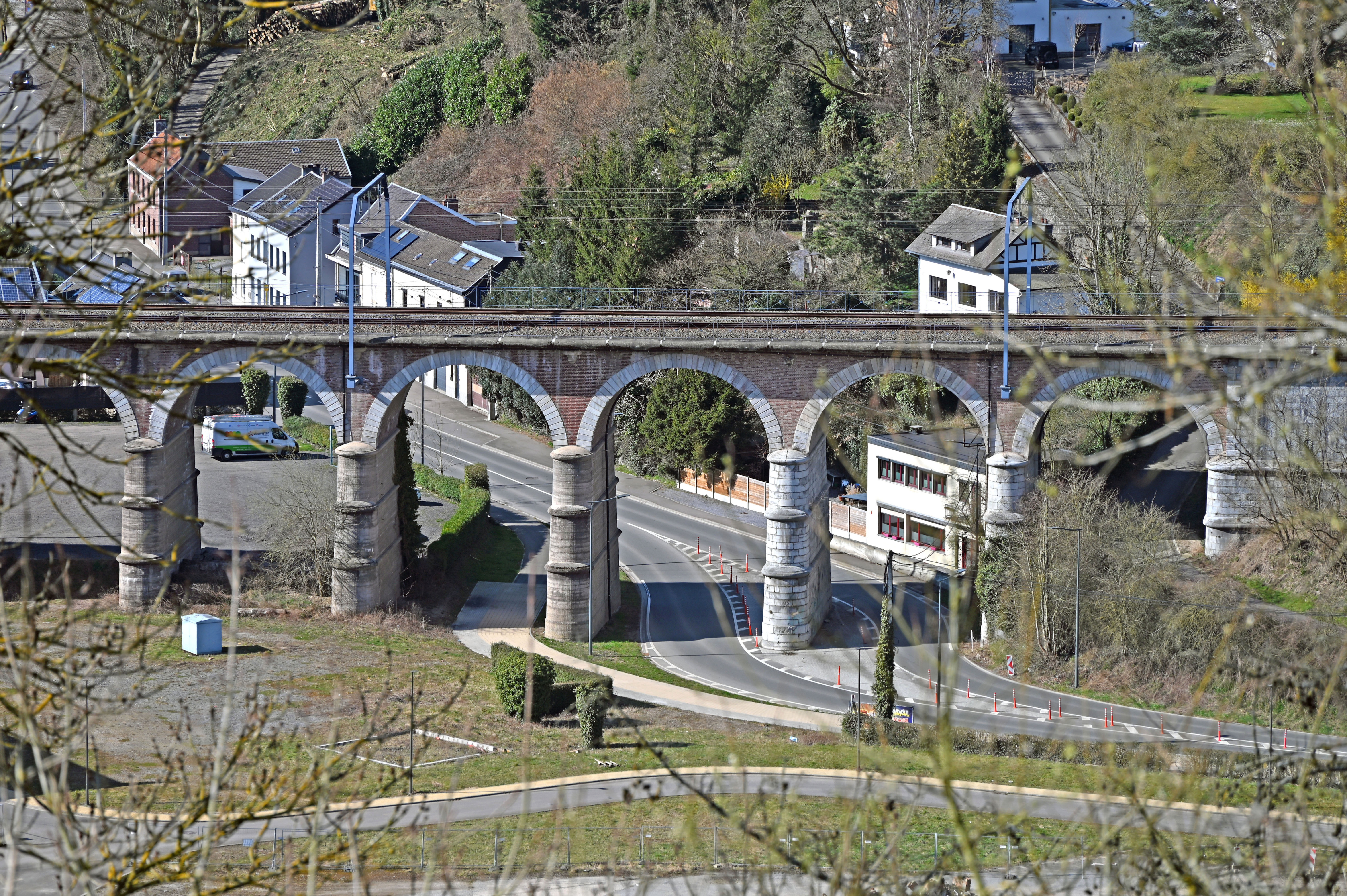
Viaduc
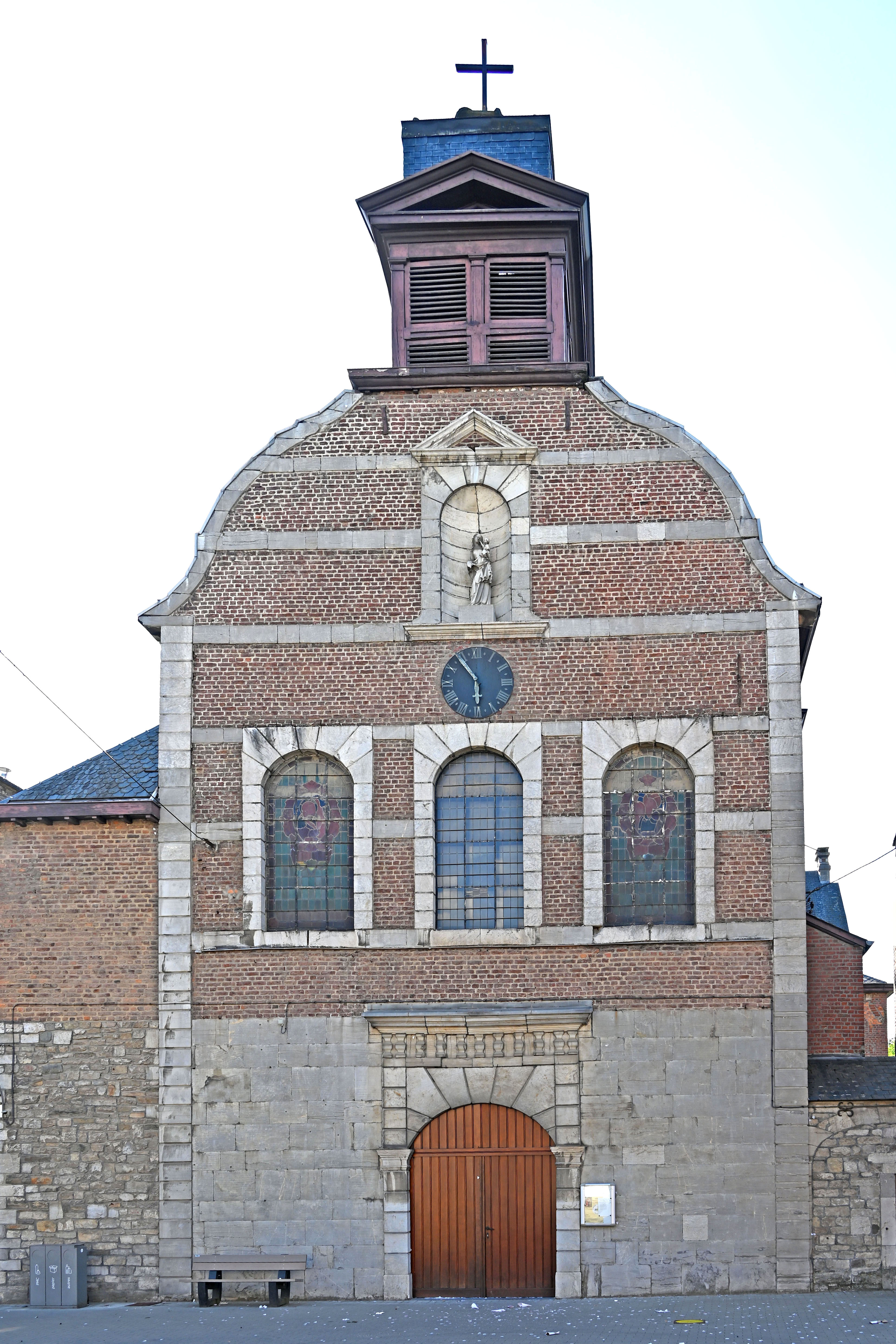
Notre-Dame
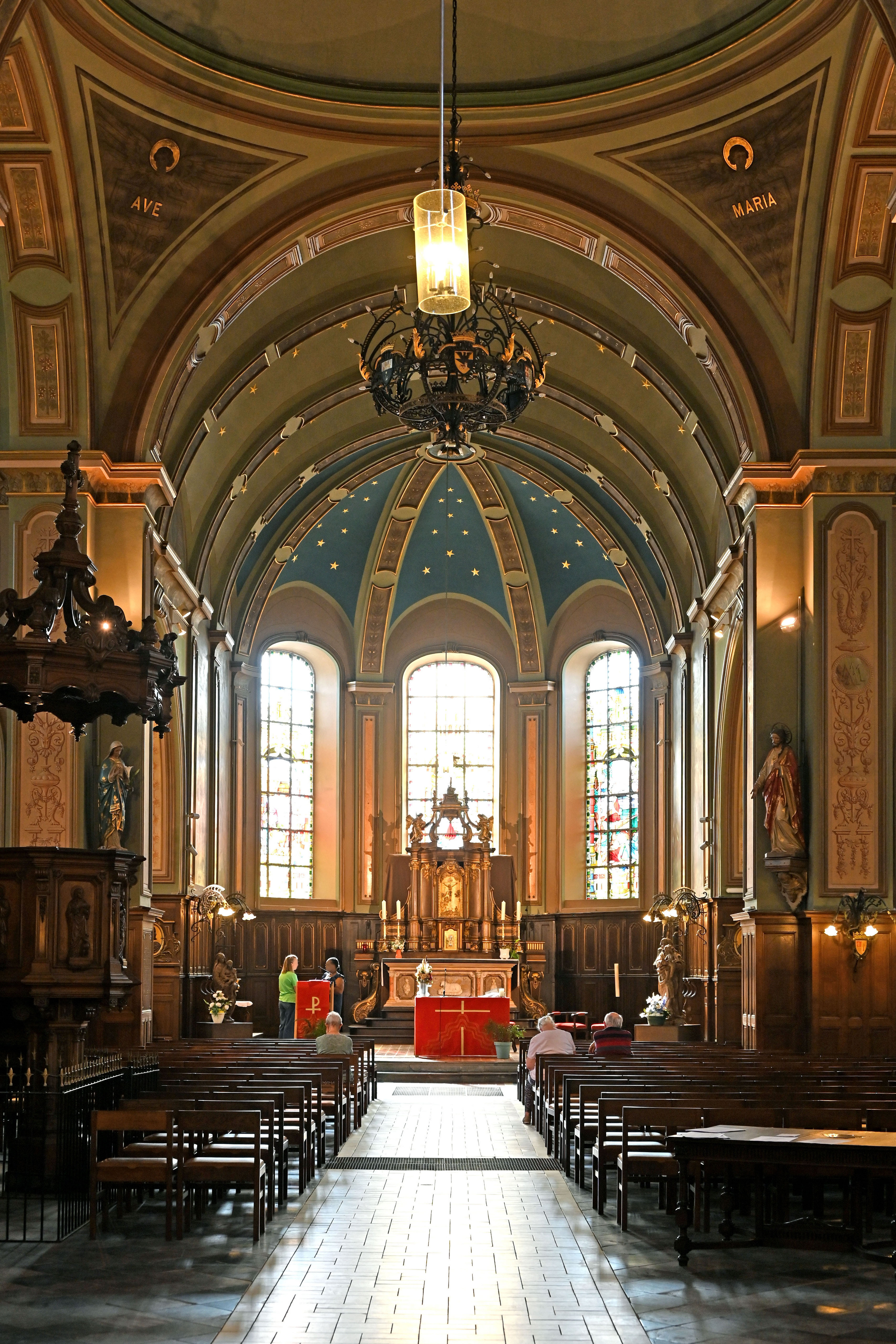
Intérieur

## Histoire
La commune a été le siège de la filature de draps de François de Biolley et fils, au moulin du Ruyff.

## Personnalité
- Robert Antoine (1914-1981), prêtre jésuite, missionnaire et indianiste, est né à Dolhain.